# Hero Elementary
『Hero Elementary』（ヒーローエレメンタリー) は、ニコロデオンアニメーションスタジオ制作のアメリカ合衆国のアニメシリーズ。2020年6月1日に米国でPBSKidsで初公開された。